# Daniel Borrillo
Daniel Borrillo (* 1961 in Buenos Aires, Argentinien) ist ein argentinisch-französischer Rechtswissenschaftler und Publizist.

## Leben
Borrillo studierte nach seiner Schulzeit in Buenos Aires Rechtswissenschaften an der Universidad de Buenos Aires. Mit 24 Jahren wechselte er an die Universität in Washington, wo er weiter studierte und zudem Philosophie und Soziologie belegte. 1987 wechselte Borrillo zum weiteren Studium an die Universität Straßburg. Seit 1992 ist Borrillo an der Universität Paris-Nanterre als Hochschullehrer im Fachbereich Rechtswissenschaften beschäftigt. Als Rechtsberater war er daneben mehrere Jahre für die französische AIDS-Organisation AIDES tätig.
Seit Anfang der 1990er schrieb Borrillo verschiedene Bücher, die sich thematisch vorwiegend mit den Themen Homosexualität, PACS, Diskriminierung und sexuelle Orientierung beschäftigen.
Borrillo ist Mitglied der European Commission on Sexual Orientation Law (ECSOL).

## Publikationen
- Sida et droits de l'homme : L'épidémie dans un État de droit (gemeinsam mit Anne Masseran), Actes d'un séminaire Gersulp, Université Louis Pasteur, Straßburg, 1990
- Science et Démocratie, Presses Universitaires de Strasbourg, Mai 1993
- Genes en el Estrado: Límites jurídicos e implicaciones sociales del desarrollo de la genética humana. Consejo Superior de Investigaciones Científicas, coll. “Polyteia”, Madrid, Dezember 1996
- Homosexualités et Droit : de la tolérance sociale à la reconnaissance juridique, Presses Universitaires de France, coll. “Les voies du droit”, Paris, Mai 1998
- L’Homophobie, “Que sais-je ?” Presses Universitaires de France, juin 2000. Traduction à l'espagnol : Homofobia, Ed. Bellaterra, Barcelona 2001
- Amours égales ? Le Pacs, les homosexuels et la gauche, (gemeinsam mit Pierre Lascoumes), La Découverte, 2002
- Lutter contre les discriminations (ouvrage collectif sous sa direction) La Découverte, April 2003
- La liberté sexuelle (ouvrage collectif sous la direction de Danièle Lochak und Daniel Borrillo), Presses Universitaires de France, Paris 2005
- L’homosexualité de Platon à Foucault. Anthologie critique, (gemeinsam mit D. Colas), Plon, Paris, 2005
- Homosexuels quels droits ? Présentation de Jack Lang, Dalloz, coll. « A savoir », Paris, 2007
- Haute Autorité de lutte contre les discriminations et pour l'égalité : Actions, limites et enjeux, (ouvrage collectif sous la direction de Daniel Borrillo) La Documentation Française, Paris 2007
- Homosexualité et discrimination en droit privé (gemeinsam mit Thomas Formond), La Documentation Française, Paris, 2007
- Le droit des sexualités, PUF, "Les Voies du droit", Paris, 2009